# Mukai Genshō
Mukai Genshō (jap. 向井 元升; * 7. März 1609 in Sakimura, Bezirk Kanzaki, Provinz Hizen (heute Stadt Kanzaki, Präfektur Saga), Japan; † 25. November 1677 in Kyōto; jap. Kalender: Keichō 14/2/2-Enpō 5/11/1) war ein Neo-Konfuzianer, der auch in der Astronomie, Medizin und Heilmittelkunde einen wichtigen Beitrag zur wissenschaftlichen Entwicklung des 17. Jahrhunderts leistete.

## Leben

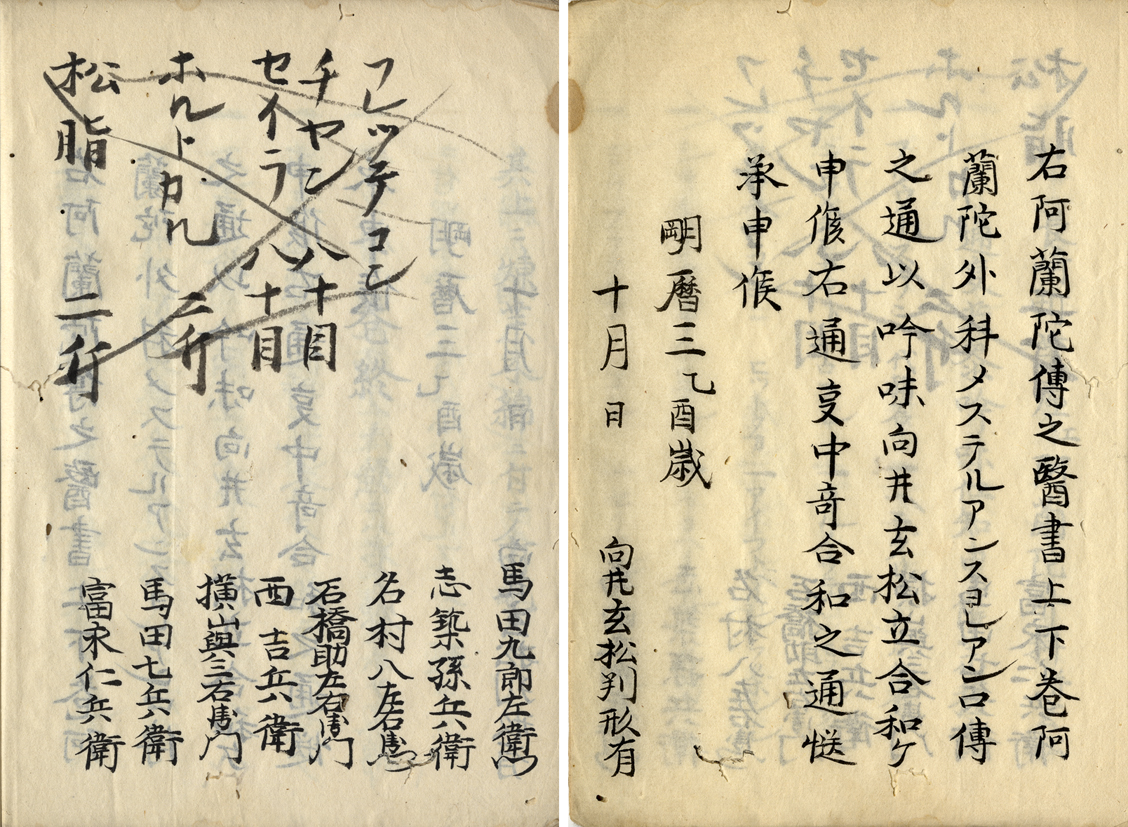
Beglaubigung des von Mukai Genshō 1657 verfassten Berichts über die medizinischen Instruktionen durch den Chirurgen Hans Juriaen Hancke (Manuskriptkopie)

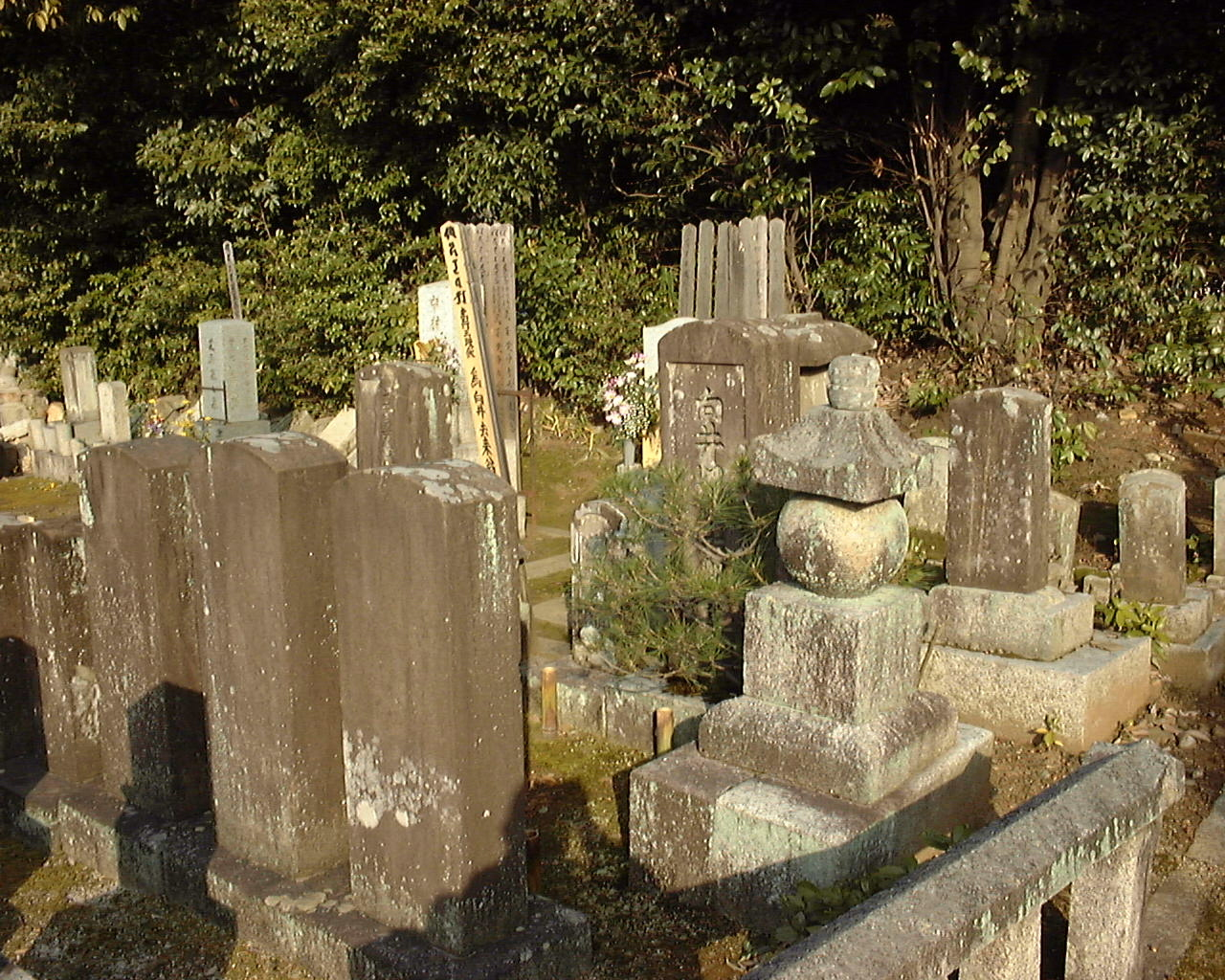
Grabstätte von Mukai Genshō und seiner Nachfahren

Mukai Genshō wurde im Dorf Saki (酒村 bzw. 崎村) geboren, das im Bezirk Kanzaki (神崎郡) der Provinz Hizen lag. Im Alter von neun Jahren siedelte der Vater nach Nagasaki über, wo die Familie im Stadtviertel Kōzen lebte. Kurz darauf wurde die Handelsniederlassung der Niederländischen Ostindien-Kompanie von Hirado nach Nagasaki auf das nur etwa 300 m von Mukais Haus entfernt aufgeschüttete Inselchen Dejima verlegt.
Zum Bildungsgang ist kaum etwas bekannt. Dem von Kaibara Ekiken 1694 verfassten Epitaph zufolge erwarb Mukai sein enormes Wissen in unermüdlichem Selbststudium. Dies gilt auch für die Medizin. Kaibara bezeichnet ihn als einen der herausragenden Ärzte seiner Zeit.
Mukai genoss das Vertrauen der Behörden in Nagasaki, das unter der direkten Kontrolle der Tokugawa-Regierung stand. 1639 wurde er mit der Zensur der angelandeten chinesischen Bücher beauftragt. 1647 übernahm er einen im Stadtteil Kōzen errichteten Konfuziustempel, im folgenden Jahr etablierte er die Privatschule Honindō (輔仁堂) im Stadtteil Imakago. Dass er in der 1655 verfassten Schrift ‚Was sich gehört’ (知耻篇, Chichi-hen) das Christentum wie auch die durch den 1654 ins Land gekommenen Mönch Ingen Ryūki (chin. Yǐnyuán Lóngqí) propagierten Lehren der Obaku-Schule kritisierte, dürfte sein Ansehen im Gouvernement von Nagasaki wie auch am Hofe in Edo weiter gefestigt haben.
In jenen Jahren oblag die innere Sicherheit des Landes dem Reichsinspekteur Inoue Masashige (井上 政重), der – teils aus persönlichem Interesse, teils zur Stabilisierung des Herrschaftssystems – intensiv die Übernahme westlicher Technik, Chirurgie, Astronomie und anderer nützlicher Dinge vorantrieb. Anfang der fünfziger Jahre beauftragte er Mukai mit der Bearbeitung eines Textes zur Astronomie, den der vom Christentum abgefallene Jesuitenpater Christovão Ferreira (alias Sawano Chūan) auf Japanisch, aber in lateinischen Buchstaben verfasst hatte. Die 1656 von Mukai ins japanische Schriftsystem übertragene und mit Kommentaren versehene ‚Kritische Erklärung von Himmel und Erde’ (乾坤弁説, Kenkon bensetsu) war die erste Abhandlung zur europäischen Astronomie in Japan.
Nach dem zehnmonatigen Aufenthalt des Leipziger Chirurgen Caspar Schamberger im Jahre 1650 war am Hofe in Edo das Interesse an westlicher Medizin, insbesondere an der Chirurgie gewachsen. Die ersten Berichte wurden durch Dolmetscher verfasst, die von Medizin wenig verstanden. 1656 erging daher eine Anweisung des Reichsinspekteurs Inoue an Mukai, dass dieser sich bei dem auf Dejima stationierten Breslauer Chirurgen Hans Juriaen Hancke kundig machen und einen Bericht über westliche Heilmittel und chirurgische Therapien zusammenstellen solle. Die 1657 abgeschlossene Schrift kombinierte westliche Therapien mit den ätiologischen Konzepten der traditionellen chinesisch-japanischen Medizin. Das Manuskript wurde bis weit ins 18. Jh. in handschriftlichen Kopien verbreitet. Teile davon finden sich in den von Yamawaki Dōen (山脇 道円) im Jahre 1670 publizierten ‚Guten Rezepten der Holland-Chirurgie’ (阿蘭陀外科良方, Oranda geka ryōhō), dem ersten japanischen Druckwerk zur sogenannten ‚Chirurgie der Holländer’.
1658 siedelte Mukai nach Kyōto über. Im folgenden Jahr erschien Kaibara Ekiken in Kyōto, und die Begegnung beider führte zu einer lebenslangen freundschaftlichen Beziehung. 1671 entstand auf Bitte des Landesherren (Daimyō) von Kaga, Maeda Takasada (前田 孝行, 1628–1707) unter dem Titel Hōchū biyō wamyō honzō (庖厨備用倭名本草) ein noch heute nützliches Werk über gesunde und lebensverlängernde Nahrungsmittel. Mukai wählte hierzu aus dem Speisekräuter-Buch Shíwù běncǎo (食物本草) des Chinesen Li Dōngyuán (李東垣) und anderen Schriften etwa 460 Nutzpflanzen und Kräuter und beschreibt deren Eigenschaften und Wirkungen.
Mukai Genshō starb 1677 in Kyōto. Sein Grab findet sich zusammen mit den Gräbern seiner Nachfahren auf dem Friedhof des Shinshō-Gokuraku-Tempels (Shinshō-Gokuraku-ji 真正極楽寺, auch Shinnyo-dō 真如堂 genannt).
Unter seinen Kindern machte sich der zweite Sohn Mukai Kyorai (1651–1704) als Haiku-Dichter einen Namen.
Einer der Schüler Mukais, Iwanaga Sōko (岩永宗古, 1634–1705), unterstützte später den niederländischen Arzt Willem ten Rhijne, als dieser auf Dejima versuchte, hinter die Geheimnisse der Akupunktur und Moxibustion zu kommen. Sein Name wird in Ten Rhijnes „Dissertatio de Arthritide: Mantissa Schematica: De Acupunctura: Et Orationes Tres“ (1683) genannt, die den Begriff Akupunktur in Europa einführte.